# Synagoga przy Rykestraße w Berlinie

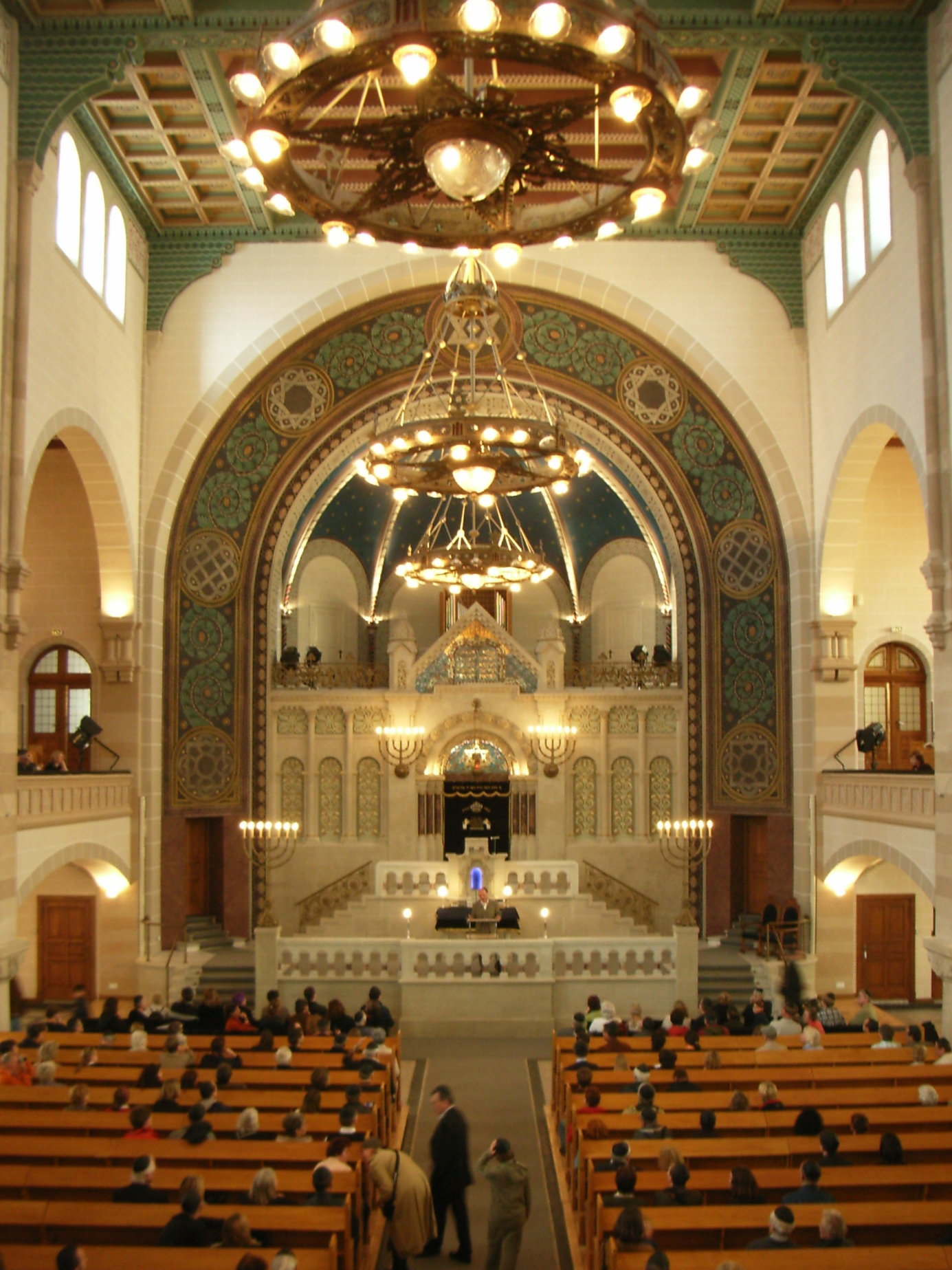
Wnętrze synagogi

Synagoga przy Rykestraße w Berlinie – synagoga znajdująca się w berlińskiej dzielnicy Prenzlauer Berg przy Rykestraße 53. Od ponownego poświęcenia w 1953 r. jest największym żydowskim domem modlitwy w Niemczech.
Synagoga została zbudowana w latach 1903–1904 według projektu architekta Johanna Hoenigera w stylu neoromańskim. Prace trwały 10 miesięcy. W trakcie budowy zrezygnowano z umieszczenia wewnątrz organów z powodu sporów wśród członków gminy. Synagogę poświęcono 4 września 1904 roku. Budowla stała się centrum życia miejscowych Żydów. Działała w niej m.in. szkoła podstawowa.
W czasie nocy kryształowej z 9 na 10 listopada 1938 roku wnętrze synagogi zostało zdemolowane. Nie została zburzona, gdyż stała w zwartej zabudowie. Ostatnie nabożeństwo odbyło się w kwietniu 1940 roku.
Po zakończeniu II wojny światowej czasowo umieszczono w niej Żydów z Europy Wschodniej. 29 lipca 1945 roku odbył się pierwszy ślub. Budowla przeszła remont kapitalny i została poświęcona 30 sierpnia 1953 r. Wewnątrz znajdowały się miejsca dla 2000 osób. Po wybudowaniu Muru Berlińskiego synagoga jako jedyny żydowski dom modlitwy we wschodnim Berlinie stała się centrum życia miejscowych Żydów. Gmina żydowska w 1961 roku liczyła 3000 osób, natomiast około 1990 roku tylko 200 i nie miała swojego rabina ani kantora.
Budowla była remontowana w 1957 roku oraz pomiędzy 1967 a 1978 rokiem. Remont kapitalny przeprowadzono w latach 2004–2007 według projektu architektów Ruth Golan und Kay Zareh. Liczba miejsc zmniejszyła się do 1200. Synagogę ponownie otwarto 31 sierpnia 2007 roku.